# Ishwardi Upazila
Ishwardi Upazila är ett underdistrikt i Bangladesh.   Det ligger i provinsen Rajshahi, i den centrala delen av landet, 140 km väster om huvudstaden Dhaka.
Trakten runt Ishwardi Upazila består till största delen av jordbruksmark. Runt Ishwardi Upazila är det mycket tätbefolkat, med 1 177 invånare per kvadratkilometer.